# Anja Van Mensel
Anja Van Mensel (Noorderwijk) is een Belgische televisie- en filmproducent. Sinds 2013 staat ze als CEO aan het hoofd van het Belgische bedrijf Studio 100.

## Biografie
In 2004 ging Van Mensel aan de slag bij Studio 100 als Line producer. In deze hoedanigheid werkte ze o.a. aan TopStars, de Nederlandse variant van de jeugdserie Spring en was ze een van de creatieve krachten achter de reeks Het Huis Anubis.
In de daaropvolgende jaren werkte Van Mensel zich op tot 'Afdelingshoofd film & televisie', en hielp ze bij de uitbouw van Njam!.
In 2013 werd Van Mensel benoemd tot CEO van Studio 100.